# Nicolas Soult
Jean-de-Dieu Soult, general, maršal francije in prvi vojvoda Dalmacije, je bil francoski general in državnik, leta 1804 imenovana za maršala Francoskega cesarstva, * 29. marec 1769, Saint-Amans-la-Bastide, Francija, † 26. november 1851, Saint-Amans-la-Bastide (danes Saint-Amans-Soult), Francija.
Soult je bile den od samo šest častnikov v francoski zgodovini, ki je dobil naziv general maršal Francije. Trikrat je bil tudi predsednik sveta ministrov, se pravi premier Francije. Zaradi intrig med okupacijo Portugalske je dobil nadimek "kralj Nikolaj". Ko je bil Napoleonov vojaški guverner Andaluzije, je naropal za 1,5 milijona frankov umetnin, zato ge je eden od zgodovinarjev imenoval "ropar svetovnega razreda".